# 和田涼太
和田 涼太（わだ りょうた、1998年2月28日 - ）は、東京都大田区出身の元サッカー選手、サッカー指導者。現役時代のポジションはMF（ボランチ）。現在は関東サッカーリーグ2部・EDO ALL UNITEDの監督を務めている。

## クラブ経歴
1998年2月28日、東京都大田区生まれ。
2011年、13歳の時に三浦知良の所属するJ2・横浜FCアカデミーユースチームに入団したが、トップチーム昇格ならず。
2017年、明海大学に進学し、男子サッカー部に入部。
2019年5月11日、第24回千葉県サッカー選手権大会（天皇杯JFA第99回全日本サッカー選手権大会千葉県予選）準決勝のVONDS市原戦で得点、決勝のブリオベッカ浦安戦でも得点した。
2020年、元日本代表の本田圭佑が立ち上げた東京都社会人サッカーリーグ4部参入のONE TOKYO FC（現在 EDO ALL UNITED）に入団。東京都リーグ4部の第3節の後半に途中出場でデビューし2得点を挙げたが、22歳で現役引退。

## 指導者経歴
2021年1月31日、引退後の2021年からEDO ALL UNITEDアシスタントコーチを就任、川崎市立橘高等学校サッカー部コーチを就任。
2022年2月1日、武井壮から引き継いだ監督を就任。
2024年11月26日、2024シーズン契約更新。

## 所属クラブ
- 2011 - 2013年： 横浜FCジュニアユース
- 2014 - 2016年： 横浜FCユース
- 2017 - 2019年： 明海大学体育会サッカー部
- 2020年： EDO ALL UNITED（旧 ONE TOKYO FC）

## 指導歴
- 2021年： EDO ALL UNITED アシスタントコーチ
- 2021年 - ： 川崎市立橘高等学校サッカー部 コーチ
- 2022年 - ： EDO ALL UNITED 監督

## タイトル

### 選手時代
EDO ALL UNITED
- 東京都社会人サッカーリーグ4部：1回（2020年）

### 監督時代
EDO ALL UNITED
- 東京都社会人サッカーリーグ2部：1回（2022年）
- 東京都社会人サッカーリーグ1部：1回（2024年）